# Cultura de Sudán

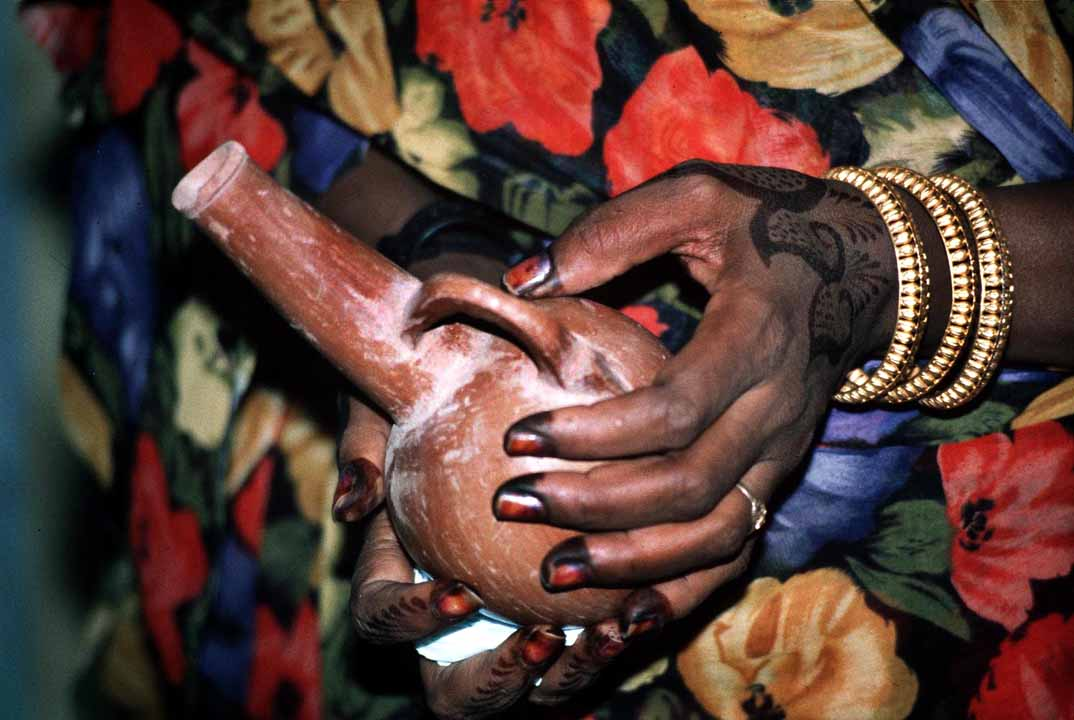
Mujer con sus manos pintadas con henna con una jabana (recipiente para café).

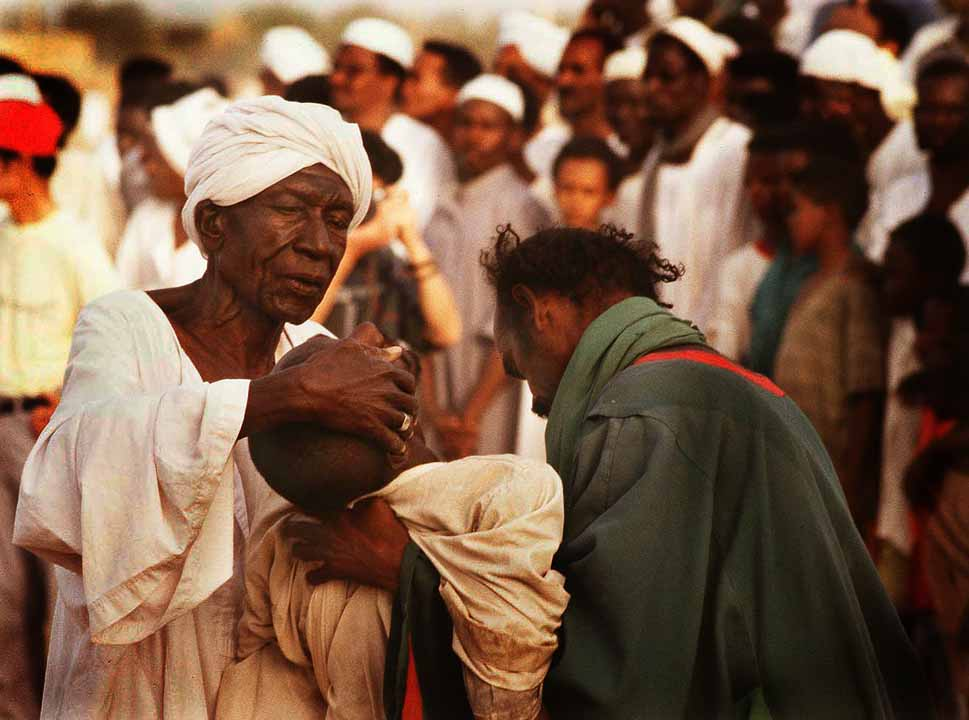
Ritual sufí en Jartum.

La cultura de Sudán es un crisol de comportamientos, prácticas y creencias de unas 578 tribus, que se comunican en 145 idiomas diferentes, en una región que es un microcosmos en África, con extremos geográficos que van desde desiertos a bosques tropicales.

## Etnicidad
Sudán es un país sumamente diverso desde un punto de vista étnico y lingüístico. Aloja casi 200 grupos étnicos que hablan más de  900 lenguas y dialectos, aunque algunos de los grupos étnicos o lingüísticos sudaneses más pequeños han desaparecido, especialmente durante las décadas de 1980 y 1990.  La migración de varios grupos ha jugado un papel en este estado de cosas, ya que a menudo al migrar los grupos se olvidan de su lengua nativa al establecerse en áreas dominadas por otras lenguas. Algunos grupos lingüísticos han sido absorbidos por el medio circundante y otros por conflictos. Sin embargo, debe destacarse que a causa de la fuerte influencia cultural árabe, particularmente en la zona norte del país, el dialecto sudanés del árabe es la lingua franca del pueblo sudanés, aunque el inglés es hablado por miembros de la clase de élite y algunas porciones de la población sudanesa, principalmente cristianos. Muchos sudaneses hablan varias lenguas.

## Religión
En Sudán se practican diversas religiones y cultos, los principales son islam, cristianismo y cultos autóctonos. En el norte y centro de Sudán, el islam domina la vida religiosa a lo largo de la costa del Níger siguiendo en forma estricta los estatutos y leyes islámicas. En el sur de Sudán, la población es más proclive a seguir prácticas paganas o cristianas, con algunos adherentes al islamismo. El cristianismo es practicado según diversas formas de fe, que van del culto católico al anglicano y otros cultos de raíces cristianas. Estos cultos pueden ser practicados en forma estrictamente cristiana o  la práctica puede estar influida por creencias tradicionales precristianas, dependiendo de la idiosincrasia del creyente. Los varios pueblos paganos de Sudán también realizan ritos y poseen costumbres relacionadas con sus creencias y deidades. Estos ritos y creencias no se encuentran sistematizados en grupos de reglas de doctrina, estatuas o textos sagrados, sino que son transmitidos en forma oral por la comunidad tribal de una generación a la siguiente. Una persona es muchas veces asociada a una fe determinada de acuerdo al grupo étnico donde nació. Cada grupo étnico posee una fe que si bien puede compartir ciertos elementos en cuanto a rituales y creencias con tribus vecinas, es específica de cada grupo étnico. Creer y actuar de una manera religiosa, es parte de la vida cotidiana y se encuentra relacionado con las relaciones sociales, políticas, económicas del grupo.

## Música
Sudán posee una rica y original cultura musical que ha debido convivir con la inestabilidad crónica y represión acontecida durante la historia moderna de Sudán. Comenzando con la imposición estricta de la ley sharia en 1989, muchos de los más destacados poetas del país, tales como Mahjoub Sharif, fueron encarcelados, mientras que otros, tales como Mohammed el Amin y Mohammed Wardi, se exiliaron en El Cairo. La música tradicional también ha sufrido estas circunstancias. Las ceremonias tradicionales Zar son interrumpidas y los tambores confiscados. Sin embargo, a la vez, los militares europeos han contribuido al desarrollo de la música sudanesa al incorporar nuevos instrumentos y estilos; bandas militares, especialmente las gaitas escocesas, eran apreciadas e incorporaron al repertorio de música tradicional la música de las marchas militares. La Marcha Shulkawi N.º 1 es un ejemplo, de la música Shilluk.

### Música tribal actual
Los Nuba poseen una rica tradición musical. El festival musical de la cosecha Kambala aun hoy forma una parte importante de la cultura Nuba. El Ejército de Liberación popular de Sudán tiene un grupo denominado los Black Stars, una unidad dedicada a "resaltar las raíces culturales". Entre sus miembros se incluyen el guitarrista y cantor Ismael Koinyi, como también Jelle, Jamus y Tahir Jezar.

## Gastronomía
Los aperitivos tradicionales son Elmaraara y Umfitit, los cuales se preparan con vísceras de oveja (incluidos pulmones, hígado, y estómago), cebollas, mantequilla de maní, y sal. Se los consume crudos.
En Sudán rige la ley sharia, la cual prohíbe el consumo y compra de alcohol. Se castiga con 40 latigazos el violar la prohibición sobre las bebidas alcohólicas. Sin embargo aun se produce en forma encubierta una bebida denominada araqi que es un gin elaborado a partir de dátiles.

### Sopas y guisos
Son populares varios tipos de guisos, denominados Mullah, Waika, Bussaara, y Sabaroag en cuya preparación se utilizan Ni'aimiya (una mezcla de especias propia de Sudán) y okra seca. Miris es un guiso preparado con grasa de oveja, cebollas, y okra seca. Mientras que el Sharmout Abiyad se prepara con carne seca, y en la preparación de  Kajaik se utiliza pescado seco. Por lo general los guisos son servidos acompañados con gachas de sorgo  denominado Asseeda o Asseeda Dukun. En Equatoria, al Asseeda se le suele agregar Mouloukhiya (un vegetal verde nativo).
Las sopas sudanesas incluyen la sopa denominada Kawari, preparada con pezuñas de ternero u oveja y vegetales, y Elmussalammiya, preparada a base de hígado, harina, dátiles y especias.

## Vestimenta
Dadas las diferencias culturales y religiosas dentro del país, la vestimenta sudanesa varía entre las diferentes partes y pueblos de Sudán.  Sin embargo, la mayoría de los sudaneses usan o bien vestimentas tradicionales u occidentales. Un atuendo tradicional ampliamente usado en Sudán es la jalabiya, que es una prenda de vestir holgada hasta el tobillo sin cuello, de manga larga que también es común Egipto.  La jalabiya se acompaña de una gran bufanda que usan los hombres, y la prenda puede ser blanca, de colores, a rayas y hecha de tela de diferentes grosores, según la estación del año y las preferencias personales.